# Thaumatopsis fernaldella
Thaumatopsis fernaldella là một loài bướm đêm trong họ Crambidae.